# Сланкамен (тврђава)
Остаци тврђаве Сланкамен се налазе у североисточном делу Срема, на Дунаву, у подножју огранака Фрушке горе, источно од Инђије. Грађена је у 13. и 14. веку.
Тврђава чији се остаци данас виде, се први пут спомиње 1072. године под називом Castrum Zalankemen. По предању тврђаву је у 13. веку веку, као феудални посед, држао Драгутин Немањић, зет угарског краља. Од 1425. године припада српским деспотима Стефану Лазаревићу и Ђурђу Бранковићу.
Јанош Хуњади, губернатор угарском краљу Ладиславу 1451. године због сукоба са Ђурђем Бранковићем одузима му све поседе у Угарској, а међу њима и Сланкамен.
Од 1498. године, Сланкамен припада Иванишу Корвину. У време пред саму навалу Турака град припада мађарском краљу. Турци га заузимају на јуриш 1521. године. По извештајима путописаца из 16. веку века, градске зидине су осим пространог горњег града опасивале и велико подграђе.
1691. године Турци су претрпели тежак пораз у близини Сланкамена, и тада уз велике територије губе и овај град. Према извештајима из периода који је непосредно следио, град је већ тада био у рушевинама.
Тврђаву је изградила Угарска како би штитила јужне делове државе од упада са југа. Јачањем турске у 15. веку угарски краљеви почињу да деле многе своје поседе српској властели као феуде под условом да их бране.
Због значајног положаја који контролише пловидбу на Дунаву, као и ушће Тисе, Сланкамен је у 15. и почетком 16. века био веома важна тачка у одбрамбеном систему јужне Угарске и најважнији шајкашки центар на Дунаву. Године 1504. у Сланкамену је било око 500 шајки, а у 16. веку у њему се налазило и градилиште шајки. Шајке су лаки и брзи дрвени бродови који су за кретање користили весла или једра. Биле су веома окретне, имале су топ на врху и користиле су се и за напад и за одбрану. За време деспота, Сланкамен је био и веома значајан духовни центар у коме је крајем 15. и почетком 16. века била развијена и преписивачка делатност.
Данас постоје остаци горњег града и једне од кула.